# Suslic cuallarg
El suslic cuallarg (Urocitellus undulatus) és una espècie de rosegador esciüromorf de la família dels esciúrids. Es troba a la Xina, el Kazakhstan, Mongòlia i a Rússia.

## Descripció
El suslic cuallarg té un cos compacte, baixa altura, potes curtes i una cua espessa llarga. La longitud del cos arriba fins als 315 mm i la cua a 160 mm. La part posterior és de color marró amb un patró lineal de petites taques fosques. Les parts inferiors són d'un pàl·lid color ocre-marró amb un tint vermellós al llarg del costat. La cua està tacada de marró i negre amb una important franja a la vora i una punta pàl·lida.